# Coniothyrium clematidis-rectae
Coniothyrium clematidis-rectae är en svampart som beskrevs av Petr. 1927. Coniothyrium clematidis-rectae ingår i släktet Coniothyrium och familjen Leptosphaeriaceae.   Inga underarter finns listade i Catalogue of Life.